# Orchigymnadenia robsonii
Orchigymnadenia robsonii är en orkidéart. Orchigymnadenia robsonii ingår i släktet Orchigymnadenia och familjen orkidéer. Inga underarter finns listade i Catalogue of Life.